# 第8回東京優駿競走
第8回東京優駿競走（だい8かいとうきょうゆうしゅんきょうそう）は、1939年5月28日に東京競馬場で施行された競馬の競走である。阿部正太郎騎乗のクモハタがデビュー9日目で優勝した。

## レース施行時の状況
前1938年7月日本競馬会が発表した「競馬施行計画」により全国の競馬番組が統合されたことで、38年の秋には第1回阪神優駿牝馬（オークス）、第1回京都農林省賞典四歳呼馬（菊花賞）が、さらに39年には第1回中山四歳牝馬特別（桜花賞）、第1回横浜農林省賞典四歳呼馬（皐月賞）が施行され、ここに日本の競馬の競走体系における五大クラシックが成立した。しかし最初の皐月賞を勝利し、前評判が高かったロツクパークは故障のために当日に出走取消。代わってプライオリーパーク系のエキスパークが1番人気に支持され、これにシヂリダケ、マルタケ、ハレルヤ、新種牡馬レイモンドの産駒リツチモンドが続いた。クレオパトラトマスの弟クモハタは下総御料牧場の最高価格馬として知られていたが、蹄の状態からデビューは5月20日にまで遅れていたうえ、東京優駿直前に肩を痛めて体調を崩していたため、8番人気に留まった。出走頭数は過去最高の20頭を数えた。
この回より、本賞に4着賞と5着賞が加えられ、成績表で公表される着差が5着以内までのものから7着以内までのものに拡張された。また、見習騎手には「*」の記号が付けられるようになった。

## 出走馬と枠順
- 1939年5月28日[6]
- 天気：晴、馬場状態：重[6]

| 馬番 | 人気 | 競走馬名       | 性齢 | 騎手       | 調教師     |
| ---- | ---- | -------------- | ---- | ---------- | ---------- |
| 1    | 2    | シヂリダケ     | 牡3  | 石毛彦次郎 | 鈴木信太郎 |
| 2    | 7    | ウアードミラル | 牡3  | 野平省三   | 野平省三   |
| 3    | 14   | ホロスイ       | 牡3  | 矢倉玉男   | 稗田虎伊   |
| 4    | 取消 | ロツクパーク   | 牡3  |            | 稲葉秀男   |
| 5    | 6    | キリトモ       | 牝3  | 武田文吾   | 高橋政次郎 |
| 6    | 18   | ナガスミ       | 牡3  | 大久保亀治 | 尾形景造   |
| 7    | 13   | ソールレデイ   | 牝3  | 広瀬美世治 | 田村仁三郎 |
| 8    | 9    | バロンモア     | 牡3  | 内藤潔     | 尾形景造   |
| 9    | 11   | アマギサン     | 牡3  | 鶴岡英一郎 | 伊藤勝吉   |
| 10   | 1    | エキスパーク   | 牡3  | 伊藤正四郎 | 尾形景造   |
| 11   | 12   | ロツキーモアー | 牡3  | 小西喜蔵   | 田中和一郎 |
| 12   | 5    | リツチモンド   | 牡3  | 中村広     | 尾形景造   |
| 13   | 8    | クモハタ       | 牡3  | 阿部正太郎 | 田中和一郎 |
| 14   | 16   | ホシホマレ     | 牝3  | 佐々木猛   | 大久保房松 |
| 15   | 10   | ゴールデンモア | 牡3  | 中村一雄   | 中村一雄   |
| 16   | 20   | ジヨオー       | 牝3  | 鈴木勝太郎 | 鈴木勝太郎 |
| 17   | 15   | ゴーフオード   | 牡3  | 渡辺正人   | 伊藤勝吉   |
| 18   | 4    | ハレルヤ       | 牝3  | 保田隆芳   | 尾形景造   |
| 19   | 3    | マルタケ       | 牡3  | 清水茂次   | 清水茂次   |
| 20   | 19   | ダイトシ       | 牝3  | 中島時一   | 大久保末吉 |
| 21   | 16   | エスプリモア   | 牡3  | 佐藤邦雄   | 大久保房松 |

## 当日の競馬場模様
朝から小雨が降り続き、重馬場で施行された。

## 競走結果
マルタケが逃げ、エキスパークは後方からの競馬となった。クモハタは4番手追走から、一旦位置を下げてインコースを取った。3コーナーからスパートを開始したエキスパークが4コーナーで先頭に立って逃げ込みにかかったところ、これをハレルヤ、ゴールデンモア、リツチモンド、クモハタが追い上げ、直線は5頭の争いとなった。ゴール前30メートルでクモハタが抜け出し、リツチモンドに1馬身差を付けて優勝した。日本ダービー初騎乗での優勝を果たした阿部正太郎騎手は、歓声のなか「勝ったぞ」と夢中で叫んだという。

### 競走着順
| 着順 | 競走馬名       | タイム      | 着差   |
| ---- | -------------- | ----------- | ------ |
| 1    | クモハタ       | 2分36秒+1⁄5 |        |
| 2    | リツチモンド   |             | 1      |
| 3    | ゴールデンモア |             | アタマ |
| 4    | エキスパーク   |             | 1+1⁄4  |
| 5    | ハレルヤ       |             | ハナ   |
| 6    | マルタケ       |             | 2+1⁄2  |
| 7    | ロツキーモアー |             | 1⁄2    |
| 8    | アマギサン     |             |        |
| 9    | ナガスミ       |             |        |
| 10   | シヂリダケ     |             |        |
| 11   | ゴーフオード   |             |        |
| 12   | バロンモア     |             |        |
| 13   | エスプリモア   |             |        |
| 14   | ソールレデイ   |             |        |
| 15   | ホシホマレ     |             |        |
| 16   | ジヨオー       |             |        |
| 17   | ウアードミラル |             |        |
| 18   | ホロスイ       |             |        |
| 19   | キリトモ       |             |        |
| 20   | ダイトシ       |             |        |
| 取消 | ロツクパーク   |             |        |